# Банк Михайлівський
ПАТ «БАНК Миха́йлівський» — колишній український банк, заснований 2013-го, ліквідований 2016-го року.

## Про банк
Регіональна мережа представництв банку нараховувала 58 відділень, 54 мініофісів та більш ніж 2700 точок продажів по всій Україні.
Національним рейтинговим агентством «IBI-Rating» банку було присвоєно рейтинг надійності банківських вкладів на рівні 4 (висока надійність). Банк був членом Фонду гарантування вкладів.
23 травня 2016 року НБУ визнав банк неплатоспроможним, а 12 липня цього ж року ухвалив рішення про ліквідацію.

## Історія
Банк заснований у червні 2013 року. Того ж року він приєднався до платіжних систем VISA та MasterCard та до внутрішньодержавної банківської багатоемітентної платіжної системи масових платежів (Простір).

## Діяльність
Банк розпочав активно розвивати мережу філій і найсучасніші дистанційні канали: інтернет-банкінг і мобільний банкінг. ПАТ «Банк Михайлівський» був відзначений у номінації «Відкриття року» премії Ukrainian Banker Awards 2013.
У травні 2014 Банк оголосив про свої стратегічні плани посилення позицій на ринку фінансових послуг, активного розвитку карткових продуктів, еквайрингу і бонусних програм, у зв'язку з чим до складу Наглядової ради був запрошений іноземний експерт вищого рівня — Ердал Хасан.
В травні 2016 року банк був визнаний неплатоспроможним. Напередодні банк здійснив переуступку свого кредитного портфелю фінансовій компанії. Власником цього активу виступає фінансова компанія «Фагор», яка приймає кредитну заборгованість від позичальників банку.

## Кримінальне провадження
Ексголова банку Ігор Дорошенко підозрюється ГПУ у розкраданні 870 млн грн банківських коштів та доведенні банку до неплатоспроможності. За даними слідства, він вивів з банку гроші під виглядом кредиту підставним фірмам. У січні 2017-го року його було затримано. 13 грудня 2019 йому було оголошено про підозру.

## Власники та керівництво
Станом на кінець 2014 року банком заволодів український олігарх Віктор Поліщук.
- Правління Банку: Голова Правління — Дорошенко Ігор Вікторович;
- Перший Заступник Голови Правління, Член Правління — Шастун Віталій Васильович;
- Заступник Голови Правління — Панфілов Денис Олександрович;
- Директор Департаменту казначейства — Член Правління — Єрасов Віктор Володимирович;
- Директор Інформаційно-технологічного департаменту — Член Правління — Власенко Олег Петрович;
- Директор Операційного департаменту — Член Правління — Цилюрик Дмитро Олександрович;
- Директор Юридичного департаменту — Член Правління — Безродній Олександр Іванович;
- Директор Фінансового департаменту — Член Правління — Анішина Тетяна Іванівна.

## Галерея

Відділення банку в Чернігові на вулиці Кирпоноса